# Maytenus salicifolia
Maytenus salicifolia är en benvedsväxtart som beskrevs av Reiss. Maytenus salicifolia ingår i släktet Maytenus och familjen Celastraceae. Inga underarter finns listade.